# 라이프 (프로게이머)
라이프(본명: 김정민, 2000년 7월 7일~)은 대한민국의 리그 오브 레전드 프로게이머로 아이디는 Life이다. 포지션은 서포터이다. 현재 DN 프릭스 소속이다.

## 선수 생활
2018년 5월 3일, Gen.G에 입단하면서 프로 커리어를 시작했다. 데뷔 시즌인 2018 서머 시즌에는 코어장전에 밀려서 출전하지 못했다.
2019시즌 스토브 리그 기간 동안 팀의 주전 서포터인 코어장전이 팀 리퀴드로 이적하면서 차기 시즌 젠지의 주전 서포터로 낙점받았다. 2018년 12월 24일에 치러진 샌드박스 게이밍과의 케스파컵 경기에서 프로 데뷔전을 치렀다. 2019 스프링 시즌에는 팀의 주전 서포터로 활동하였지만 팀의 부진을 막지는 못했다. 2019 서머 시즌에는 스프링 시즌보다 더 성장한 모습을 보여주었다.
2020시즌 스토브 리그 기간 동안 켈린이 이적해오면서 주전 경쟁을 하게 되었다. 2020 스프링 시즌에는 켈린과 번갈아가면서 나왔으나 점차 출전 횟수를 늘려나가며 팀의 준우승에 기여했다. 시즌 종료 이후 LCK 올프로 서드 팀에 선정되었다. 스프링 이후 미드 시즌 컵에 참여했으며 팀의 토너먼트 진출에 기여했다. 2020 서머 시즌 초반 다시 켈린과 주전 경쟁을 하며 번갈아 출전했지만 다시 주전 서포터 자리를 차지하는데 성공했다. 시즌 종료 이후 올프로 서드팀에 선정되었다. 롤드컵 선발전을 통해 롤드컵에 진출했다. 롤드컵 기간 동안 라이프는 젠지의 주전 서포터로 낙점받으며 젠지의 8강 진출에 기여했다.
2021시즌 스토브 리그 기간 동안 젠지와 재계약을 체결하면서 팀에 잔류했다. 포지션 경쟁자인 켈린이 농심 레드포스로 이적함에 따라 주전 자리를 보장받게 되었다. 2021 스프링 기간 동안에는 세트나 쓰레쉬를 활용하는 모습을 보여주며 좋은 폼을 기록했으며 팀의 준우승에 기여했다. 서머 시즌에서도 팀의 주전 서포터로 활동했다. 리그 오브 레전드 월드 챔피언십 2021에서는 로스터에 포함되면서 참가했다. 라이프는 대회 기간 동안 팀의 주전 서포터로 활동하며 팀의 4강 진출에 기여했다. 2021 시즌 종료 후 팀에서 퇴단했다.
2022시즌을 앞두고 KT 롤스터에 입단했다. 2022시즌을 앞두고 팀의 주전 서포터로 낙점받았다. 하지만 스프링 시즌에는 부진한 모습을 보여주게 되었다. 서머 시즌에는 스프링 시즌에 비해 폼을 끌어올렸으며 팀의 포스트시즌 진출에 기여했다. 2022시즌 종료 후 팀에서 퇴단했다.
2023시즌을 앞두고 한화생명 e스포츠에 입단했다. 이후 팀에서 퇴단했다.
2024시즌을 앞두고 LPL의 펀플러스 피닉스에 입단했다. 이후 팀에서 퇴단했다.
2025시즌을 앞두고 광동 프릭스에 입단했다. 2년 계약을 체결했다.

## 소속팀
| # | 팀명             | 소속 기간               | 소속 리그 | 비고 |
| - | ---------------- | ----------------------- | --------- | ---- |
| 1 | Gen.G            | 2018.05.03 ~ 2021.11.23 | LCK       |      |
| 2 | KT 롤스터        | 2021.11.23 ~ 2022.11.22 | LCK       |      |
| 3 | 한화생명 e스포츠 | 2022.11.25 ~ 2023.11.21 | LCK       |      |
| 4 | 펀플러스 피닉스  | 2023.12.14 ~ 2024.11.19 | LPL       |      |
| 5 | 광동 프릭스      | 2024.11.19 ~            | LCK       |      |

## 수상 내역
- 2018 LoL KeSPA컵 준우승
- 우리은행 리그 오브 레전드 챔피언스 코리아 스프링 2020 준우승
- 리그 오브 레전드 월드 챔피언십 2020 8강
- 리그 오브 레전드 챔피언스 코리아 스프링 2021 준우승